# ميس حمدان
ميس حمدان (31 أكتوبر 1982 -)، هي ممثلة كوميدية أردنية.

## عن حياتها
ولدت في أبوظبي في الإمارات العربية المتحدة، وهي الشقيقة الوسطى للفنانات دانة حمدان ومي سليم، انتقلت مع أسرتها إلى مصر، وأثناء ذلك تخرجت من جامعة القاهرة بكلية التجارة. اكتشفها أحد المسؤولين في مجموعة إم بي سي وقدمها خلال البرنامج الساخر سي بي إم عام 2003 و الذي اشتركت خلاله مع نخبة من نجوم الكوميديا واشتهرت بتقليد مشاهير الفن، حيث قلدت الكثير من الفنانات في الوطن العربي، واستمرت بالتمثيل وقدمت العديد من الأعمال في السينما والتلفزيون كما قدمت بعض البرامج.

## أعمالها

### المسلسلات
- 2004: سوالف حريم
- 2004: خارطة ام راكان[2]
- 2008: عرب لندن
- 2009: المصراوية ج2
- 2011: صبايا ج3
- 2011: فينك 2
- 2012: النار والطين
- 2012: من الآخر
- 2012: طرف ثالث
- 2013: لعبة الموت
- 2014: الإخوة
- 2014: عشق النساء
- 2014: حب في الأربعين
- 2014: كيكا على العالي
- 2015: شطرنج
- 2015: شطرنج ج2
- 2015: طريقي
- 2015: قصة حب
- 2016: قلوب لا تتوب
- 2016: أمير الليل
- 2016: شطرنج ج3
- 2017: طاقة نور
- 2018: نوف
- 2018: شيء من الماضي
- 2019: سريع سريع
- 2020: ونسني
- 2021: خارج السيطرة

### الأفلام
- 2006: ظرف طارق
- 2006: كيف الحال
- 2007: عمر وسلمى
- 2008: بحلم يا دنيا بجد - فلم قصير
- 2008: شارع 18
- 2017: سمكة وصنارة

### البرامج
البرامج التي قدمتها
- 2003: سي بي ام
- 2011: مية مسا
- 2012: بحلم بيك
- 2012: حساء الأخوات
- 2018: سهرة بنات مع هيا عوض ومنال عوض

البرامج التي شاركت بها
- 2005: قرقيعان
- 2014: شكلك مش غريب
- 2015: شوك توك

البرامج التي كانت ضيفة بها
- 2007: حيلهم بينهم
- 2008: دارك
- 2008: طرطأ وفنجل
- 2010: حيلهم بينهم كمان وكمان
- 2011: حليمة بارك
- 2012: رامز ثعلب الصحراء
- 2012: الليلة مع فايز
- 2013: عقدتي
- 2014: فؤش في المعسكر
- 2014: رجعنا صغيرين
- 2014: أحلى مسا
- 2015: هبوط اضراري
- 2015: ليلة سمر
- 2015: سر حليمة
- 2015: لهون وبس
- 2016: هاني في الأدغال
- 2017: بيومي أفندي 2
- 2017: عيش الليلة
- 2017: بيع وإشتري
- 2018: عقارب الساعة
- 2018: ديما لاباس
- 2020: هزر فزر
- 2020: خلي بالك من فيفي

### الرسوم المتحركة
- 2017: عائلة رمضان كريم 2

### الفوازير
- 2013: مسلسليكو

### المسلسلات الإذاعية
- 2010: دماغ حريم

## وصلات خارجية
- ميس حمدان على موقع IMDb (الإنجليزية)
- ميس حمدان على موقع الدهليز
- ميس حمدان على موقع قاعدة بيانات الأفلام العربية
- ميس حمدان على موقع ميوزك برينز (الإنجليزية)